# Nuigulumar Z

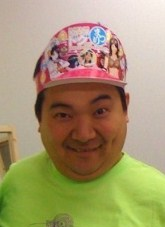
Noboru Iguchi, director del film, en 2010.

Nuigurumâ Z, conocida internacionalmente como Nuigulumar Z, es una película japonesa de 2013 dirigida por Noboru Iguchi, y encuadrada dentro del género Tokusatsu.
El film está basado en la novela “Housei Ningen Nuigulumar” de Kenji Otsuki y cuenta, en su reparto principal, con la cantante, modelo, ilustradora, seiyū y actriz Shōko Nakagawa así como con la actriz y karateka (cinturón negro) Rina Takeda.
Como no podía ser de otra forma, Shōko Nakagawa aporta 1 canción al film.
Esta canción es “Nuigulumar Z” y está incluida en su álbum “9lives”.

## Sinopsis
Una joven, amante de la moda lolita (sweet lolita más exactamente), y su oso de peluche rosa, correrán diversas aventuras en pos de salvar al mundo de un terrorífico villano que planea conquistarlo mediante su ejército de zombis.

## Reparto
- Shōko Nakagawa   como   Yumeko Ayukawa.[1]
- Rina Takeda   como   Nuigulumar Z / Kill Billy.
- Sadao Abe   como   Buusuke, el Oso de peluche (Voz).
- Mao Ichimici como Kyoko.
- Kami Hiraiwa como Fuyuko.
- Hiroshi Neko como Takeshi.
- Takumi Saito
- Koto Takagi
- Jiji Bû

## Curiosidades
- A esta película también se la conoce internacionalmente por "Gothic Lolita Battle Bear", referenciando así la moda más conocida y similar a la que en verdad usa la protagonista del film.
- Esta cinta ha sido la que ha contado con más zombis en una producción japonesa hasta la fecha. 109 fueron los muertos vivientes que en 1 sola escena llegaron a aparecer.[2]